# Harry Schnittke
Harry Maximilian Schnittke (russisch Гарри Викторович Шнитке Garri Wiktorowitsch Schnitke; * 1914 in Frankfurt am Main; † 1975 in Moskau) war ein deutsch-sowjetischer Journalist und Übersetzer jüdischer Herkunft. Er ist der Vater des Komponisten Alfred Schnittke und des Dichters Viktor Schnittke.

## Leben
Harry Schnittke wurde als Sohn von Viktor Mironowitsch Schnittke und der Übersetzerin Thea Schnittke geb. Toiba Katz (1889–1970) geboren. Die Familie war 1910 aus Libau nach Deutschland gezogen. 1927 emigrierte die Familie in die Sowjetunion, wo Vater Schnittke eine Hochschulausbildung absolvierte und eine Anstellung als Ingenieur und seine Frau eine Stelle als Lektorin beim Verlag für ausländische Literatur (später: Progress) in Moskau bekamen. Im Jahr 1930 zog Harry Schnittke ohne Schulabschluss nach Engels, der Hauptstadt der Wolgadeutschen Republik. Dort arbeitete er als Korrespondent und Übersetzer für deutschsprachige lokale Periodika und heiratete Maria Iossifowna Vogel, eine wolgadeutsche Deutschlehrerin und spätere Journalistin der deutschsprachigen Zeitung Neues Leben. Ihr Sohn Alfred wurde 1934 geboren. Später folgten zwei weitere Kinder, Viktor (Dichter und Übersetzer) und Irina (Übersetzerin). Während des Zweiten Weltkriegs blieb die Familie in Engels. 1943 wurde er zum Militärdienst eingezogen und diente als Dolmetscher an der Front. Er veröffentlichte Frontberichte, Skizzen und Korrespondenzen auf Russisch in der Zeitung Bolschewik und wurde für seine Verdienste mit dem Orden des Roten Sterns ausgezeichnet. Nach dem Krieg zog Harry Schnittke mit seiner Familie nach Wien, wo er bis 1948 für die Österreichische Zeitung arbeitete. Die Zeit hatte einen bedeutenden Einfluss auf die musikalische Entwicklung seines Sohnes Alfred, der in Wien klassische Musik erlebte und sich für eine musikalische Karriere entschied. Nach der Rückkehr nach Moskau arbeitete Harry Schnittke weiterhin als Journalist und übersetzte eine Reihe von Werken sowjetischer Autoren aus dem Russischen ins Deutsche, die hauptsächlich im Staatlichen Verlag für ausländische Literatur erschienen. Zudem übersetzte er die Geschichte der Kommunistischen Partei der Sowjetunion von Pjotr Pospelow (Bd. 1: 1968 / Bd. 2: 1969). Er starb 1975 im Alter von 61 Jahren und wurde auf dem Wwedenskoje-Friedhof bestattet.

## Übersetzungen (Auswahl)
- Wadim Mikolajowitsch Sobko: Des Friedens Gewähr. Roman. Verlag für fremdsprachige Literatur, Moskau 1951.
- Walentin Wladimirowitsch Owetschkin: Erzählungen. In einer Kollektivwirtschaft. Verlag für fremdsprachige Literatur, Moskau 1955.
- Fjodor Fedorowitsch Knorre: Erzählungen, Verlag für fremdsprachige Literatur, Moskau 1955.
- Boris Feder: Meine Zöglinge, Verlag für fremdsprachige Literatur, Moskau 1956.
- Waleri Ossipow, Jakutische Diamanten, Verlag für fremdsprachige Literatur, Moskau 1958.
- Nikolai Wirta: In die Enge getrieben, Verlag für fremdsprachige Literatur, Moskau 1959.
- Nikolai Nikolajewitsch Michailow: Das neue Bild der Sowjetunion. Ein wirtschaftsgeographischer Abriss. Verlag für fremdsprachige Literatur, Moskau 1960.
- mit Thea Schnittke: Alexander Borissowitsch Tschakowski: Weither leuchtet ein Stern. Verlag Progreß, Moskau 1964.